# Cartagena (métro de Madrid)
Pour les articles homonymes, voir Cartagena.
Cartagena est une station de la ligne 7 du métro de Madrid, en Espagne. Elle est établie sous l'intersection entre l'avenue d'Amérique et la rue Cartagena, entre les quartiers de Prosperidad, de l'arrondissement de Chamartín, et de La Guindalera, de celui de Salamanca.

## Situation sur le réseau
La station se situe entre Avenida de América à l'ouest et Parque de las Avenidas à l'est.

## Histoire
La station est ouverte aux voyageurs le 17 mars 1975, lors de la mise en service de la deuxième section de la ligne 7 entre Pueblo Nuevo et Avenida de América. En 2007, elle fait l'objet d'une rénovation générale consistant notamment à changer les revêtements muraux.

## Services aux voyageurs

### Accès et accueil
La station possède deux accès par des escaliers et escaliers mécaniques, mais n'est pas équipée d'ascenseurs.

### Intermodalité
La station est en correspondance avec les lignes d'autobus n°1, 72, 114, 115, 122 et 200 du réseau EMT.